# Mikael Nordh
Mikael Nordh, född 31 januari 1980, är en svensk före detta fotbollsspelare (mittback). 
Nordh har spelat fem säsonger i Superettan och en säsong i Allsvenskan för Brommapojkarna. Efter säsongen 2007 lämnade Nordh BP för spel i Sirius. Nordh lämnade Sirius efter en säsong och beslöt sig för att avsluta fotbollskarriären.

## Klubbar
- IF Brommapojkarna (-2000)
- Ängby IF (2001)
- IF Brommapojkarna (2002-2007)
- IK Sirius (2008)